# De Loë

Geslachtswapen (1814)

De Loë (ook: Von Loe en De Loë-Imstenraedt) is een oud adellijk geslacht, oorspronkelijk uit Westfalen waarvan leden vanaf 1814 tot de Nederlandse adel behoren.

## Geschiedenis

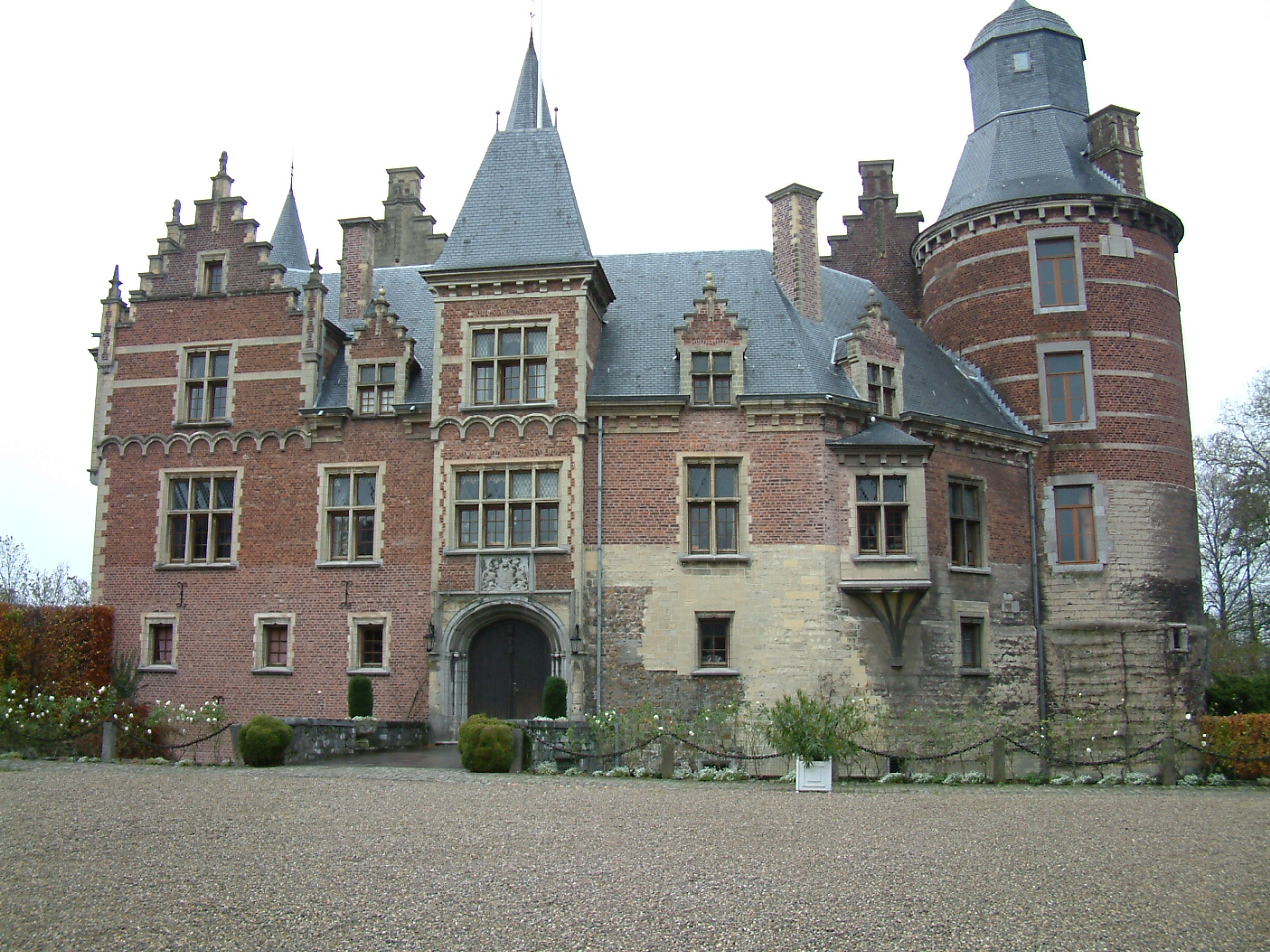
Kasteel van Mheer, hoofdhuis

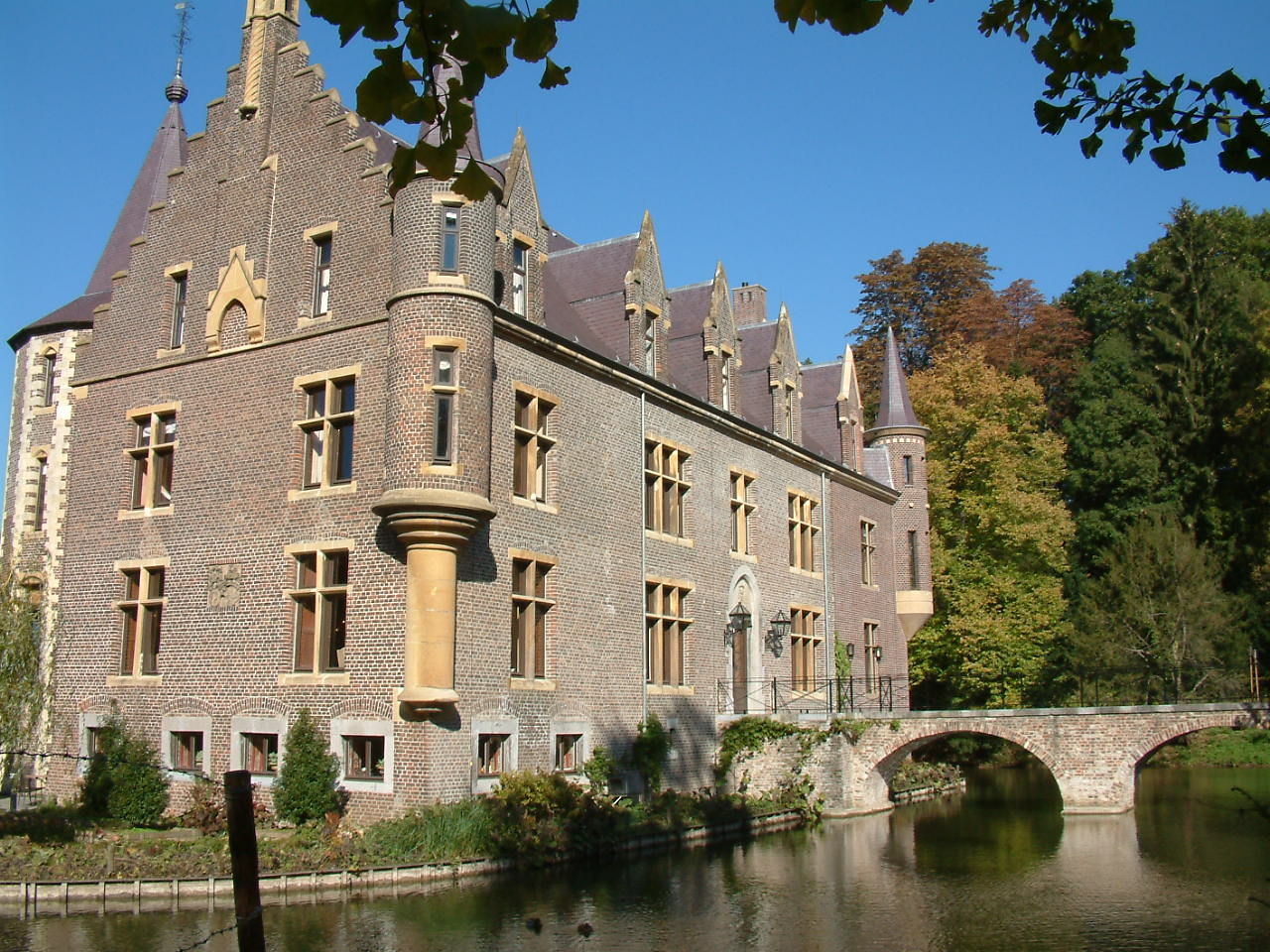
Kasteel Terworm nabij Heerlen

De stamreeks begint met Wessel vamme Loe, vermeld te Recklinghausen tussen 1359-1378, overleden voor 1404. Van diens zoon Henrich stamt Hendrik Jan van Loe (1753-1832), officier, benoemd in 1814 in de ridderschap van Gelderland en daardoor opgenomen in de Nederlandse adel met het predicaat jonkheer; met hem stierf deze Nederlandse adellijke tak uit.
Van een tweede zoon van Wessel, ook Wessel genoemd en vermeld 1397-1445, stammen alle nu nog levende leden van het Nederlandse adellijke geslacht De Loë af. Een nakomeling van Wessel is Frans de Loë-Imstenraedt (1789-1838) die in 1816 werd benoemd in de ridderschap van Limburg met de titel van baron op allen. Deze tak bezit sinds de 17e eeuw kasteel en heerlijkheid Mheer en bewoont nog steeds dit kasteel. Daarnaast bezit deze tak ook de heerlijkheid en het kasteel Wissen, maar die is in bezit van de Duitse adellijke tak. Door de eeuwen heen, tot nu, zijn er zeer nauwe betrekkingen tussen de Nederlandse tak De Loë en de Duitse adel.

### Bastaardtak
Bruen van den Loe, geboren omstreeks 1445, was een natuurlijke zoon van Johan van den Loe, ridder, geboren omstreeks 1405, overleden 1476; deze Johan was een kleinzoon van de genoemde stamvader Wessel vamme Loe. Van Bruen stamt de in het Nederland's Patriciaat opgenomen familie Van de Loo-van der Loo.

## Enkele telgen

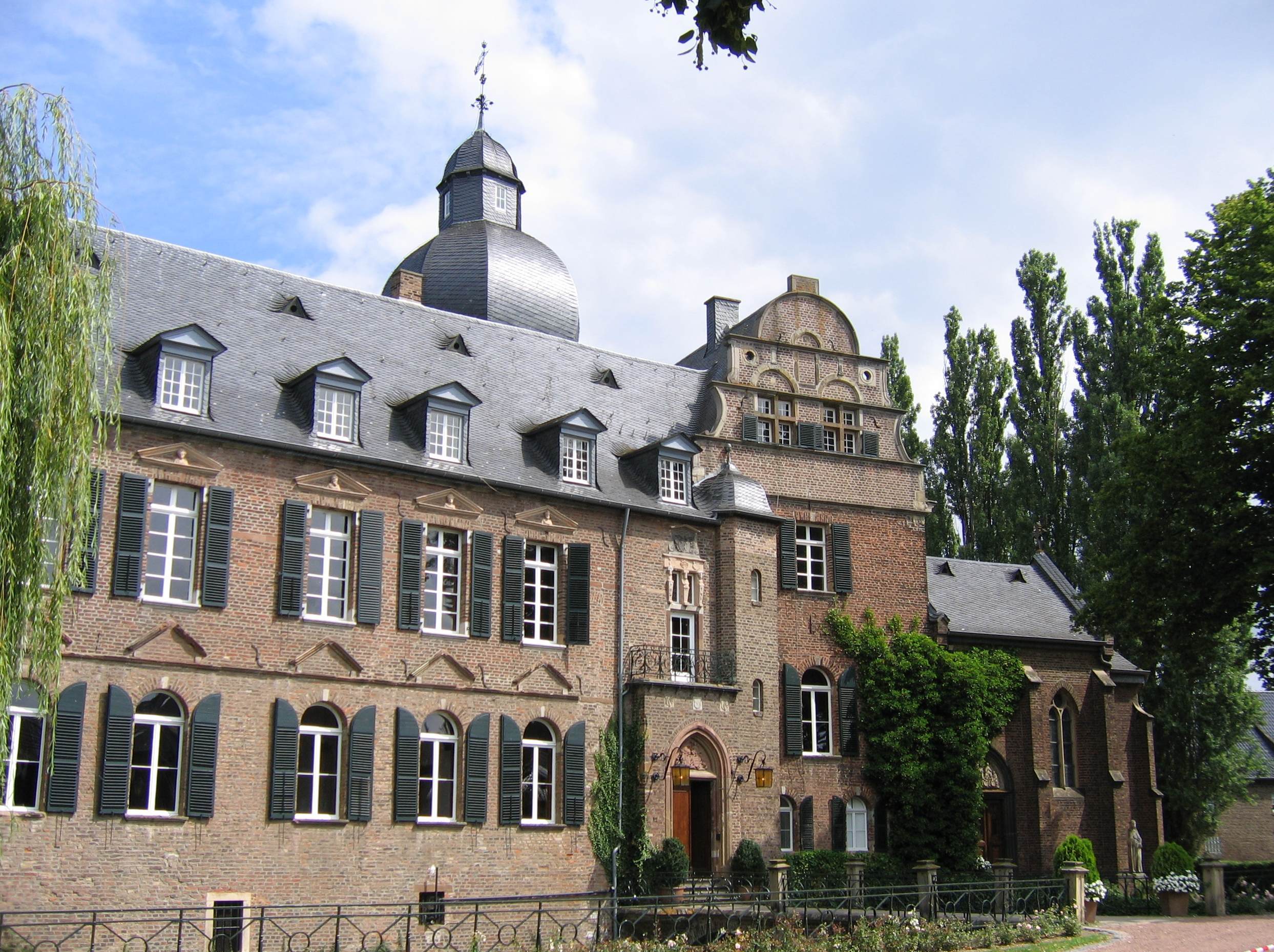
Burg Bergerhausen (Kerpen)

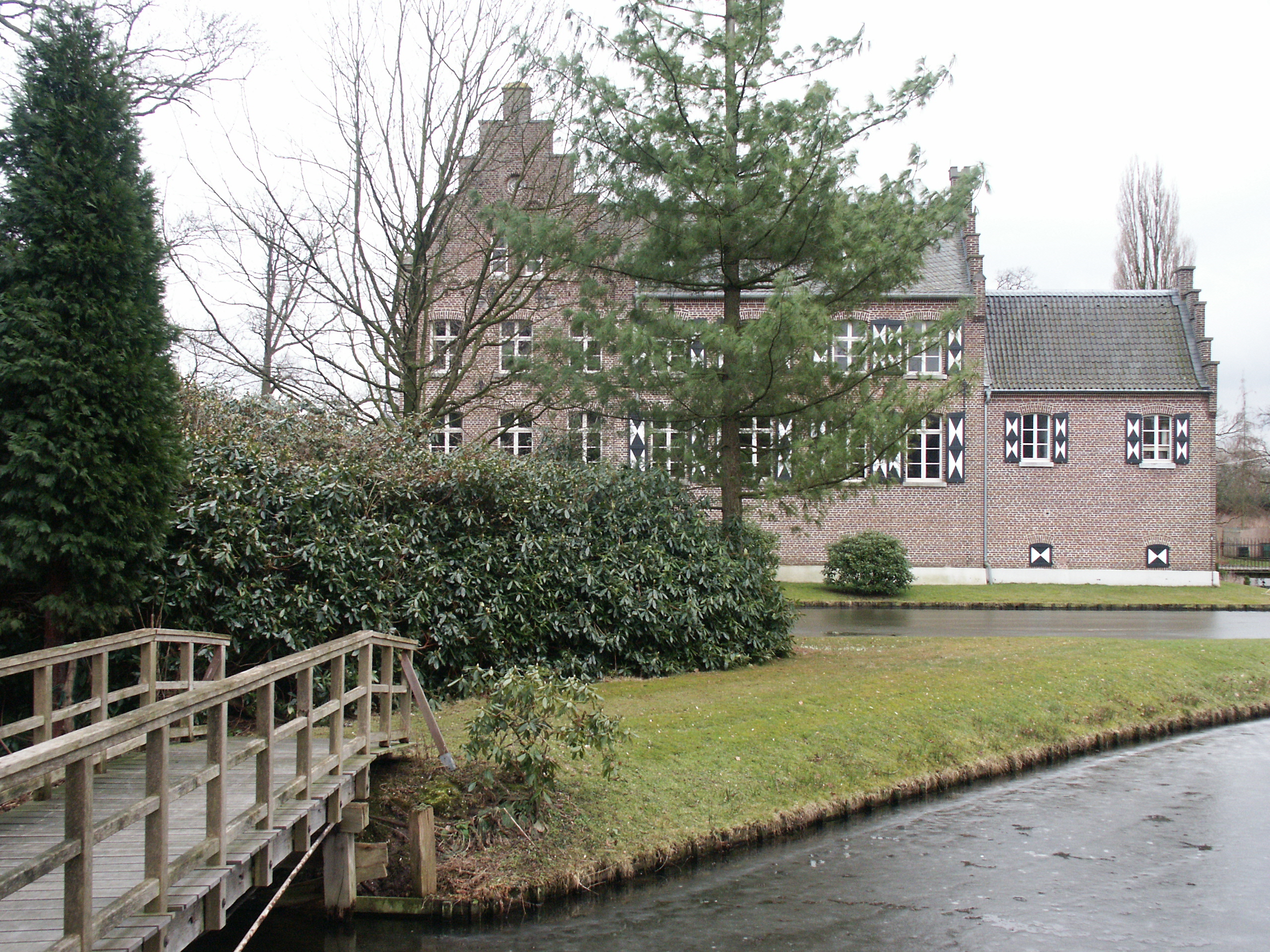
Haus Coull (Straelen)

Gerhard Anton Edmond Assuerus Clemens August des H.R. Rijksbaron von Loë-Imstenraedt, heer van Wissen, Konradsheim, Mheer en Imstenrade (1749-1813)
- Franciscus Carolus Antonius baron de Loë-Imstenraedt, heer van Mheer, Imstenraedt en Sint-Pietersvoeren (1789-1838), eerste gouverneur van de Belgische provincie Limburg
  - Marie Francoise Frederike barones de Loë (1818-1902); trouwde in 1838 met mr. Clémens Marie Alexander Augustiunus Wenzeslaus Nereus de Weichs de Wenne (1807-1893), lid van de Tweede Kamer der Staten-Generaal
  - Otto Napoleon Maximiliaan Hubertus Maria baron de Loë-Imstenraedt, heer van Mheer, Terworm en St. Pietersvoeren (1821-1897), burgemeester van Mheer, lid provinciale staten van Limburg
    - Franz Levin Eugène Marie Hubert baron de Loë-Imstenraedt, heer van Terworm en St. Pietersvoeren (1857-1938)
    - Levinus Clemens Marie Hubertus baron de Loë-Imstenraedt, heer van Mheer (1861-1925)
      - Henri Fredéric Georges Hubert Maximilien Marie Ghislain baron de Loë, heer van Mheer (1896-1942)
        - Edmond baron de Loë MBA (1939), administrateur te Genève, chef de famille van de Nederlandse takken

      - Marie Mathilde Caroline Philippine Hubertine Ghislaine barones de Löe (1901-1989); trouwde in 1931 met jhr. mr. Gustave Alexander Marie Joannes Ruijs de Beerenbrouck, heer van Beerenbrouck en Wolfrath (1904-1983), Eerste en Tweede Kamerlid.
      - Walter Levin Marie Hubertus Ghislain baron de Loë, heer van Bergerhausen (1903-1983), na het overlijden van hem, en zijn zoon twee dagen later, werd de burcht door de erven verkocht
        - Degenhard Edmund Levin Maria Josef Hubertus baron de Loë, heer van Mheer (1930-2020), landeconoom
          - Diederik baron de Loë, vermoedelijke opvolger als heer van Mheer (1965), in 1998 verkoopleider bij een bedrijf
          - Mr. Eduard baron de Loë, heer op Coull (Straelen) en Laesdonk (1968), landeconoom

      - Karl Eugen Georg Anton Hubert Marie Ghislain baron de Loë (1904-1937), burgemeester van Eysden